# Moshtaba Abedini
Moshtaba Abedini Shormasti –en persa, جتبی عابدینی شورمستی– (Teherán, 11 de agosto de 1984) es un deportista iraní que compite en esgrima, especialista en la modalidad de sable. Ganó una medalla de bronce en el Campeonato Mundial de Esgrima de 2019 en la prueba individual.

## Palmarés internacional
| Campeonato Mundial | Campeonato Mundial | Campeonato Mundial | Campeonato Mundial |
| Año                | Lugar              | Medalla            | Prueba             |
| ------------------ | ------------------ | ------------------ | ------------------ |
| 2019               | Budapest (Hungría) | Medalla de bronce  | Sable individual   |